# Josateki Naulu
Josateki Naulu (Suva, 8 de junio de 1984) es un deportista fiyiano que compitió en judo. Ganó ocho medallas en el Campeonato de Oceanía de Judo entre los años 2004 y 2017.

## Palmarés internacional
| Campeonato de Oceanía | Campeonato de Oceanía        | Campeonato de Oceanía | Campeonato de Oceanía |
| Año                   | Lugar                        | Medalla               | Categoría             |
| --------------------- | ---------------------------- | --------------------- | --------------------- |
| 2004                  | Numea (Francia)              | Medalla de bronce     | –81 kg                |
| 2006                  | Papeete (Francia)            | Medalla de oro        | –81 kg                |
| 2008                  | Christchurch (Nueva Zelanda) | Medalla de bronce     | –81 kg                |
| 2011                  | Papeete (Francia)            | Medalla de bronce     | –81 kg                |
| 2012                  | Cairns (Australia)           | Medalla de oro        | –81 kg                |
| 2015                  | Païta (Francia)              | Medalla de plata      | –81 kg                |
| 2016                  | Canberra (Australia)         | Medalla de plata      | –81 kg                |
| 2017                  | Nukualofa (Tonga)            | Medalla de bronce     | –90 kg                |